# 泸定水电站
泸定水电站是位于四川省甘孜州泸定县的一座大型水电站，是大渡河干流“三库22级”规划中的第12个梯级电站。水电站共4台机组，装机容量为920兆瓦，年发电量为39.89亿千瓦时。
泸定水电站由华电国际电力股份有限公司全资设立的四川华电泸定水电有限公司负责投资、建设和运营。该项目静态总投资为74.36亿元人民币，属于西部大开发战略和十一五规划重点项目。
泸定水电站为坝式开发，采用黏土心墙堆石坝。正常情况下蓄水位为1378米，死水位为1375米。总库容2.195亿米，具有日调节性能。电站建成投产后同长河坝水电站、黄金坪水电站等作为一组电源参加西电东送，起到一定的调峰作用。
该项目于2009年3月获得国家发改委核准，同年7月开工建设。2011年8月20日，电站完成蓄水验收。2011年10月1日和3日，首台机组和第二台机组分别完成试运行。2012年6月，4台机组全部并网发电，标志着项目全面投产。